# Microrregión de Camaquã
La microrregión de Camaquã es una de las microrregiones del estado brasileño del Rio Grande do Sul perteneciente a la mesorregión Metropolitana de Porto Alegre. Su población fue estimada en 2005 por el IBGE en 131.283 habitantes y está dividida en ocho municipios. Posee un área total de 5.819,650 km².

## Municipios
- Arambaré
- Barra do Ribeiro
- Camaquã
- Cerro Grande do Sul
- Chuvisca
- Dom Feliciano
- Sentinela do Sul
- Tapes

- Datos: Q2265569